# Pigna (Impéria)
Pigna é uma comuna italiana da região da Ligúria, província de Impéria, com cerca de 935 habitantes. Estende-se por uma área de 53 km², tendo uma densidade populacional de 18 hab/km². Faz fronteira com Apricale, Castelvittorio, Isolabona, Rocchetta Nervina, Saorge (FR - 06), Triora.

## Demografia
| Variação demográfica do município entre 1861 e 2011                               |
|                                                                                   |
| Fonte: Istituto Nazionale di Statistica (ISTAT) - Elaboração gráfica da Wikipedia |